# دانشگاه آزاد اسلامی واحد تبریز

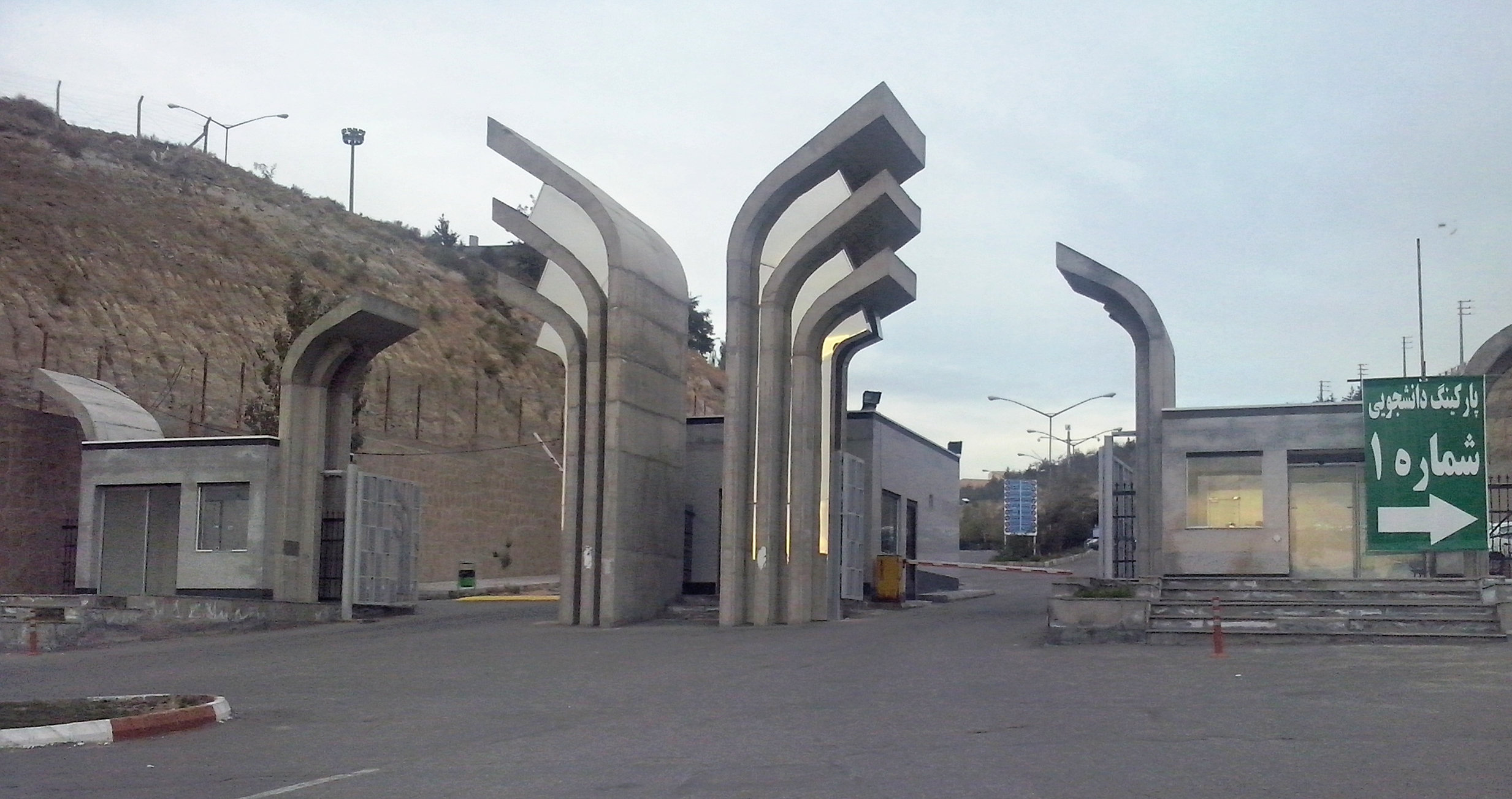
سردر دانشگاه آزاد اسلامی واحد تبریز.

دانشگاه آزاد اسلامی واحد تبریز، یکی از دانشگاه‌های شهر تبریز است. این دانشگاه، در رتبه‌بندی‌های انجام گرفته توسط پایگاه استنادی علوم جهان اسلام ISC، در سال‌های ۱۳۸۹ و ۱۳۹۰ رتبهٔ نخست را در بین تمام واحدهای دانشگاه آزاد اسلامی کسب کرده‌است.

## مجتمع های دانشگاه آزاد تبریز
دانشگاه آزاد واحد تبریز دارای ۳ مجتمع می باشد. مجتمع اصلی یا شماره ۱ که در ضلع شرقی اتوبان پاسداران تبریز واقع شده است شامل دانشکده های مهندسی مکانیک، فنی و مهندسی، علوم پایه، معماری و هنر، علوم انسانی، مدیریت و حقوق و الهیات است. 
مجتمع شماره ۲ دانشگاه آزاد اسلامی واحد تبریز در سه راهی اهر جاده باسمنج قرار گرفته که قبلاً محل استقرار دانشکده کشاورزی بود اما امروزه علاوه‌بر دانشکده فوق دانشکده های پزشکی، پیراپزشکی، دندانپزشکی، دامپزشکی را نیز شامل می شود. این مجتمع در سال ۱۳۹۹ از دانشکده علوم پزشکی تبریز تبدیل به دانشگاه آزاد اسلامی واحد علوم پزشکی تبریز گردید و به عنوان یک دانشگاه مستقل در نظر گرفته می شود.
مجتمع ۲ ( سایت منظریه) سومین مجموعه این دانشگاه است که تا سال ۱۳۹۲ دانشکده حقوق و الهیات در آن قرار داشت. پس از آن تا سال ۱۳۹۸ دانشکده های پزشکی و دندانپزشکی و پیراپزشکی را شامل می شد، اما از سال ۱۳۹۸ به بعد تحت عنوان دانشکده سما دانشگاه آزاد (دانشکده مهارت‌و کار آفرینی) تبریز فعالیت می کند. 
لازم به ذکر است در سال ۱۴۰۲ به دلیل مقاوم سازی ساختمان علامه امینی که در مجتمع ۱ واقع شد است و محل قرار گیری دانشکده های علوم پایه، مدیریت، معماری و هنر است، تمامی این دانشکده ها به طور موقت به سایت منظریه تبریز منتقل شده است و پس از اتمام پروژه مقاوم سازی به محل اصلی خود باز گردانده خواهد شد.

## دانشکده مهندسی مکانیک
تاریخچه:
این دانشکده به صورت یک گروه آموزشی با رشته مهندسی مکانیک گرایش حرارت و سیالات در سال ۱۳۶۳ در دانشکده فنی شروع به کار کرده و تا سال ۱۳۸۹ با گسترش رشته‌ها و امکانات به عنوان یازدهمین دانشکده واحد تبریز تشکیل یافته‌است. مهندسی مکانیک در استان آذربایجان شرقی بخصوص تبریز اهمیت بسزایی دارد زیرا تبریز جزو شهرهای اقتصادی و صنعتی کلان محسوب می‌شود. همواره این شهر به عنوان یکی از مهم‌ترین قطبهای مهندسی مکانیک کشور که با سابقه‌ای درخشان و پرافتخار استادان بزرگ و پرآوازه و افتخارات بیشمار دانشکده مهندسی مکانیک دانشگاه تبریز همراه بوده‌است این دانشکده با دانشجویان مستعد و علاقه‌مند خود همواره یکی از دانشکده‌های پیشرو دانشگاه آزاد تبریز می‌باشد و هر ساله تعدد قبولین این دانشکده در کنکور کارشناسی ارشد و دکترای تخصصی گواه روشنی بر این مدعاست. نا گفته نماند که در سال‌های اخیر و با اضافه شدن مجموعه مهندسی مکاترونیک، مهندسی پزشکی و مهندسی شیمی به این دانشکده مجموعه دانشکده و دامنه فعالیت گسترده شده‌است.
ریاست دانشکده بر عهده مهندس صادق رسولی می‌باشد
دوره اول: دکتر سینا قائمی محمد جعفر
دوره دوم: دکتر امیر حسین دایی سرخابی
دوره سوم:دکتر رقیه مطلب زاده
از استادان باسابقه این دانشکده می‌توان پروفسور مصطفی اسلامیان و دکتر صمد دادوندی پور را نام برد. زنده یاد دکتر عباس عباسزاده شکراب هم از استادان فقید گروه مهندسی مکانیک و این دانشگاه محسوب می‌شود.
انجمن علمی مهندسی مکانیک این دانشکده یکی از فعال‌ترین گروه‌های دانشگاه در زمینه‌های علمی و … می‌باشد که تاکنون با برگزاری همایش وکنفرانس و برنامه‌های دیگر در سطوح مختلف و دعوت از صنعتگران موفق توانسته‌است، ارتباط خوبی بین صنعت و آموخته‌های دانشجویان برقرار کند.
انجمن مهندسی پزشکی نیز جزو انجمن‌های فعال دانشکده مکانیک محسوب می‌شود.
این دانشکده در کیلومتر ۲ جاده تهران داخل مجتمع دانشگاه آزاد تبریز واقع گردیده و اکثر رفت‌وآمد دانشجویان و استادان به این دانشکده از درب دوم دانشگاه واقع در اتوبان پاسداران صورت می‌پذیرد.

### ساخت و تولید
- مهندسی مکانیک-مکاترونیک (کارشناسی ارشد).
- مهندسی ساخت و تولید (کارشناسی ارشد).
- مهندسی مکانیک-ساخت و تولید (کارشناسی پیوسته).
- ماشین ابزار (کارشناسی ناپیوسته).

### طراحی جامدات
- مهندسی مکانیک-طراحی جامدات (کارشناسی پیوسته).
- مهندسی مکانیک-طراحی جامدات (کارشناسی ناپیوسته).
- مهندسی مکانیک-طراحی کاربردی (کارشناسی ارشد).

### حرارت و سیالات
- تأسیسات حرارتی و برودتی (کارشناسی ناپیوسته)
- مهندسی مکانیک-تبدیل انرژی (کارشناسی ارشد)
- مهندسی مکانیک-حرارت و سیالات (کارشناسی پیوسته)
- مهندسی مکانیک-حرارت و سیالات (کارشناسی ناپیوسته)
- مهندسی مکانیک-تبدیل انرژی (دکترای تخصصی)

### سیستم‌های انرژی
- مهندسی سیستم‌های انرژی-انرژی و محیط زیست

### مکانیک
- مهندسی مکانیک (کارشناسی پیوسته).

### مهندسی پزشکی
- مهندسی پزشکی-بیومکانیک (کارشناسی ارشد).
- مهندسی پزشکی-بیومکانیک (کارشناسی پیوسته).
- مهندسی پزشکی-بیوالکتریک (کارشناسی پیوسته).

### مهندسی شیمی
- مهندسی شیمی (کارشناسی پیوسته).
- مهندسی شیمی-صنایع پالایش، پتروشیمی و گاز (کارشناسی پیوسته).
- مهندسی شیمی-صنایع شیمیایی معدنی (کارشناسی پیوسته).
- مهندسی شیمی-طراحی فرایندهای صنایع نفت (کارشناسی پیوسته).
- مهندسی شیمی-فرآوری و انتقال گاز (کارشناسی پیوسته).
- مهندسی شیمی-مهندسی صنایع غذایی (کارشناسی پیوسته).

### انجمن‌های علمی دانشکده
- انجمن علمی مکاترونیک.
- انجمن علمی مهندسی مکانیک.
- انجمن علمی مهندسی پزشکی.
- انجمن علمی مهندسی محیط زیست.

## ادبیات و زبان‌های خارجی

### زبان انگلیسی
- آموزش زبان انگلیسی (دکتری).
- آموزش زبان انگلیسی (کارشناسی ارشد).
- آموزش زبان انگلیسی (کارشناسی ناپیوسته).
- تربیت دبیر زبان انگلیسی (کارشناسی پیوسته-پاره‌وقت).
- تربیت دبیر زبان انگلیسی (کارشناسی پیوسته-تمام‌وقت).
- تربیت مترجم زبان انگلیسی (کارشناسی پیوسته).
- زبان و ادبیات انگلیسی (کارشناسی ارشد).
- زبان و ادبیات انگلیسی (کارشناسی پیوسته).

### زبان فارسی
- دبیری زبان و ادبیات فارسی (کارشناسی پیوسته-پاره‌وقت).
- دبیری زبان و ادبیات فارسی (کارشناسی پیوسته-تمام‌وقت).
- زبان و ادبیات فارسی (دکتری).
- زبان و ادبیات فارسی (کاردانی).
- زبان و ادبیات فارسی (کارشناسی ارشد).
- زبان و ادبیات فارسی (کارشناسی پیوسته).
- زبان و ادبیات فارسی (کارشناسی ناپیوسته).

### زبان فرانسه
- زبان فرانسه-شاخهٔ ادبی (کارشناسی پیوسته).
- زبان فرانسه-شاخهٔ مترجمی (کارشناسی پیوسته).

### زبان عربی
- دبیری زبان و ادبیات عرب (کارشناسی پیوسته).
- زبان و ادبیات عربی (کارشناسی ارشد).
- زبان و ادبیات عربی (کارشناسی پیوسته).

## حقوق و الهیات
دانشکدهٔ حقوق و الهیات پیشتر در محدودهٔ کوی منظریه قرار گرفته بود که نیم سال اول تحصیلی سال ۹۲به داخل مجتمع دانشگاه واقع در جنب اتوبان پاسداران انتقال داده‌شد.

### حقوق
- حقوق (کارشناسی پیوسته-پاره‌وقت).
- حقوق (کارشناسی پیوسته-تمام‌وقت).
- حقوق خصوصی (دکتری).
- حقوق خصوصی (کارشناسی ارشد).

### فقه و مبانی حقوق اسلامی
- فقه و حقوق اسلامی (کارشناسی ارشد).
- فقه و مبانی حقوق اسلامی (کارشناسی پیوسته).

### علوم سیاسی
- علوم سیاسی (کارشناسی ارشد).
- علوم سیاسی (کارشناسی پیوسته).

### علوم قرآن و حدیث
- علوم قرآن و حدیث (کارشناسی ارشد).
- علوم قرآن و حدیث (کارشناسی پیوسته).

## دامپزشکی
دانشکدهٔ دامپزشکی در مسیر جادهٔ تهران و در سه‌راهی اهر قرار گرفته‌است. دارای ساختمان بخش کلاسهای نظری و امور اداری، سالن جراحی دام بزرگ و دام کوچک، قسمت کلینیک، ساختمان آزمایشگاه‌ها، کلینیک آبزیان، کلینیک طیور، کلینیک حیوانات همراه و ساختمان آناتومی.

### بهداشت مواد غذایی، آبزیان و اپیدمیولوژی
- علوم آزمایشگاهی دامپزشکی (کارشناسی ناپیوسته).

### پاتوبیولوژی
- دامپزشکی (کاردانی).

### علوم پایه

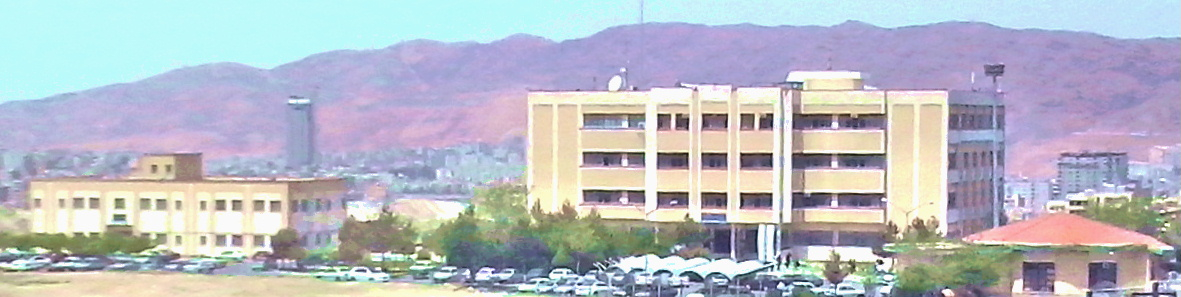
دانشکده فنی و مهندسی (راست)، در کنار دانشکده علوم پایه (چپ).

فیزیولوژی
بافت‌شناسی
فیزیک پزشکی
آناتومی
جانورشناسی
بیوشیمی
پاتولوژی
انگل‌شناسی
بهداشت و پرورش

#### علوم درمانگاهی
- بخش بیماری‌های طیور
- بخش درونی دام بزرگ
- بخش درونی دام کوچک
- بخش بیماری آبزیان
- بخش جراحی
- بخش کلینیکال پاتولوژی

## علوم انسانیو تربیتی

### ارتباطات
- علوم ارتباطات اجتماعی-روابط عمومی (کارشناسی پیوسته).
- علوم ارتباطات اجتماعی-روزنامه‌نگاری (کارشناسی پیوسته).
- علوم ارتباطات اجتماعی - کارشناسی ارشد
- علوم ارتباطات - دکتری تخصصی

### تربیت بدنی
- تربیت بدنی و علوم ورزشی (کارشناسی پیوسته).
- تربیت بدنی و علوم ورزشی (کارشناسی ناپیوسته).

### جغرافیا
- توریسم (کارشناسی پیوسته).
- جغرافیا و برنامه‌ریزی شهری (کارشناسی پیوسته).
- جغرافیای طبیعی-ژئومورفولوژی (کارشناسی پیوسته).

### روان‌شناسی
- روان‌شناسی-تربیتی (کارشناسی ارشد).
- روان‌شناسی-عمومی (کارشناسی ارشد).
- روان‌شناسی بالینی (کارشناسی پیوسته).
- روان‌شناسی عمومی (کارشناسی پیوسته).

### علوم اجتماعی
- علوم اجتماعی-برنامه‌ریزی اجتماعی (کارشناسی پیوسته-پاره‌وقت).
- علوم اجتماعی-برنامه‌ریزی اجتماعی (کارشناسی پیوسته-تمام‌وقت).
- علوم اجتماعی-جامعه‌شناسی (کارشناسی ارشد).
- مردم‌شناسی (کارشناسی پیوسته).
- جامعه شناسی مسائل اجتماعی ایران - دکتری تخصصی

### علوم تربیتی
- آموزش و پرورش ابتدایی (کاردانی).
- آموزش و پرورش ابتدایی (کارشناسی ناپیوسته).
- راهنمایی و مشاوره (کارشناسی پیوسته).
- علوم تربیتی-برنامه‌ریزی آموزشی (کارشناسی ارشد).
- علوم تربیتی-برنامه‌ریزی درسی (کارشناسی ارشد).
- علوم تربیتی-مدیریت آموزشی (کارشناسی ارشد).
- مدیریت و برنامه‌ریزی آموزشی (کارشناسی پیوسته-پاره‌وقت).
- مدیریت و برنامه‌ریزی آموزشی (کارشناسی پیوسته-تمام‌وقت).

### کتابداری
- کتابداری (کارشناسی پیوسته).

### معارف اسلامی
- دینی و عربی (کاردانی).
- معارف اسلامی (کارشناسی ناپیوسته).

## علوم پایه

### ریاضی
- آمار (کارشناسی پیوسته).
- دبیری ریاضی (کارشناسی پیوسته).
- ریاضی (کارشناسی ناپیوسته).
- ریاضی کاربردی (کارشناسی ارشد).
- ریاضی کاربردی (کارشناسی پیوسته).
- ریاضی محض (کارشناسی ارشد).
- ریاضی محض (کارشناسی پیوسته).

### زمین‌شناسی
- زمین‌شناسی (کارشناسی پیوسته).
- زمین‌شناسی-سنگ‌شناسی رسوبی و رسوب‌شناسی (کارشناسی ارشد).
- زمین‌شناسی- سنگ‌شناسی رسوبی و رسوب‌شناسی (دکتری).

### شیمی
- شیمی آلی (کارشناسی ارشد).
- شیمی تجزیه (کارشناسی ارشد).
- شیمی کاربردی (کارشناسی ارشد).
- شیمی کاربردی (کارشناسی پیوسته).
- شیمی فیزیک (کارشناسی ارشد).
- نانوشیمی (کارشناسی ارشد).

### فیزیک
- آموزش علوم تجربی (کارشناسی ناپیوسته).
- فیزیک (کارشناسی پیوسته).
- فیزیک-اتمی و مولکولی (کارشناسی ارشد).

### زیست
- زیست شناسی سلولی مولکولی(کارشناسی پیوسته)
- میکروبیولوژی (کارشناسی پیوسته)
- میکروبیولوژی میکروب‌های بیماری‌زا (کارشناسی ارشد)
- زیست فناوری (کارشناسی پیوسته)
- زیست شناسی سلولی مولکولی - بیوشیمی (کارشناسی ارشد)
- ژنتیک (کارشناسی پیوسته)

## علوم پزشکی

### دندانپزشکی
- دندانپزشکی (دکتری).

### پرستاری
- پرستاری (کارشناسی پیوسته).

### پزشکی
- پزشکی (دکتری).

### جراحی عمومی
- پزشکی (دکتری حرفه‌ای).

### داخلی
- پزشکی (دکتری حرفه‌ای).

### زنان و جراحی اختصاصی
- پزشکی (دکتری حرفه‌ای).

### فیزیولوژی
- پزشکی (دکتری حرفه‌ای).

### ایمونولوژی
ایمونوژنتیک
ایمنی شناسی

### مامایی و تنظیم خانواده
- مامایی (کارشناسی پیوسته).

### میکروبیولوژی و علوم آزمایشگاهی
- علوم آزمایشگاهی (کارشناسی پیوسته).
- علوم آزمایشگاهی (کارشناسی ناپیوسته).

### هیستوپاتولوژی و آناتومی
- پزشکی (دکتری حرفه‌ای).

## دانشکده فنی و مهندسی ۱ دانشگاه آزاد تبریز

### معرفی دانشکده

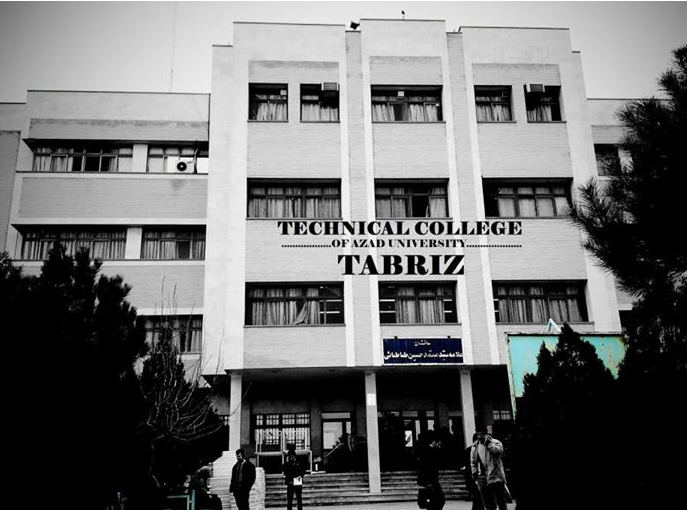
فنی و مهندسی۱

دانشکده فنی و مهندسی بعد از دانشکده علوم انسانی در واحد تبریز می‌باشد و هم‌اکنون در سه رشته مجموعهمهندسی برق (شامل گرایش‌های قدرت، الکترونیک ومخابرات)، مجموعه مهندسی عمران (شامل گرایش‌های عمران، آب، راه، خاک و سازه) و مجموعه مهندسی کامپیوتر (شامل گرایش‌های نرم‌افزار، سخت‌افزار و فناوری اطلاعات) در مقاطع کارشناسی پیوسته، کارشناسی ناپیوسه و کارشناسی ارشد دانشجو داشته و فعالیت می‌نماید.

### تاریخچه دانشکده
ساختمان کنونی دانشکده فنی و مهندسی در سال ۱۳۷۶ توسط توسط آقای دکتر جاسبی افتتاح و فعالیت آموزشی خود را در رشته‌های یادشده سامان بخشید. البته رشته مهندسی پزشکی نیز در سال ۱۳۸۷ در این دانشکده راه‌اندازی و در دو گرایش بیوالکتریک و بیومکانیک اقدام به جذب دانشجو نمود ولی در بهمن ماه ۱۳۹۰ در راستای اجرائی سیاست‌های کلان دانشگاه به دانشکده مکانیک پیوست. ریاست دانشکده جناب آقای متین پور، استادیار گروه مهندسی عمران و معاونت دانشکده جناب آقای دکتر حامد علیپور استادیار گروه مهندسی برق هستند.

## مسابقات رباتیک کشوری
بنیانگذاری مسابقات رباتیک موشهای هوشمند شامل: رباتهای تعقیب خط، ماز و ... در سال 1379 از طریق دانشجویان برق و الکترونیک این دانشگاه انجام شد. تفکر اولیه این مسابقات در اتاق IEEE واقع در طبقه زیر زمین این دانشگاه صورت گرفت، که از طرف معاونت پژوهشی دانشگاه آزاد تبریز در اختیار دانشجویان قرار گرفته شده بود.

### مهندسی برق
- مهندسی برق-الکترونیک (کارشناسی ارشد).
- مهندسی برق-الکترونیک (کارشناسی پیوسته).
- مهندسی برق-الکترونیک (کارشناسی ناپیوسته).
- مهندسی برق-قدرت (کارشناسی ارشد).
- مهندسی برق-قدرت (کارشناسی پیوسته).
- مهندسی برق-مخابرات (کارشناسی پیوسته).
- مهندسی تکنولوژی برق-الکترونیک (کارشناسی ناپیوسته).
- مهندسی تکنولوژی برق-قدرت (کارشناسی ناپیوسته).

### مهندسی عمران
- مهندسی تکنولوژی عمران (کارشناسی ناپیوسته).
- مهندسی تکنولوژی عمران-عمران (کارشناسی ناپیوسته).
- مهندسی عمران (کارشناسی پیوسته).
- مهندسی عمران (کارشناسی پیوسته-پاره‌وقت).
- مهندسی عمران (کارشناسی پیوسته-تمام‌وقت).
- مهندسی عمران-آب (کارشناسی پیوسته).
- مهندسی عمران-خاک (کارشناسی پیوسته).
- مهندسی عمران-راه (کارشناسی پیوسته).
- مهندسی عمران-سازه (کارشناسی ارشد).
- مهندسی عمران-سازه (کارشناسی پیوسته).
- مهندسی عمران-عمران (کارشناسی پیوسته).
- نقشه‌برداری (کاردانی).

### مهندسی کامپیوتر
- مهندسی تکنولوژی نرم‌افزار (کارشناسی ناپیوسته).
- مهندسی فناوری اطلاعات (کارشناسی پیوسته).
- مهندسی کامپیوتر-سخت‌افزار (کارشناسی پیوسته).
- مهندسی نرم کامپیوتر-معماری کامپیوتر (کارشناسی ارشد).
- مهندسی کامپیوتر-نرم‌افزار (کارشناسی پیوسته).
- مهندسی حرفه‌ای کامپوتر نرم‌افزار (کارشناسی ناپیوسته).

## کشاورزی
دانشکدهٔ کشاورزی در مسیر جادهٔ تهران و در سه‌راهی اهر قرار گرفته‌است.

### باغبانی و محیط زیست
- مهندسی کشاورزی-باغبانی (کارشناسی پیوسته).
- مهندسی منابع طبیعی-محیط زیست (کارشناسی پیوسته).

### خاک‌شناسی و آب
- مهندسی آبیاری (کارشناسی ناپیوسته).
- مهندسی کشاورزی-آب (کارشناسی پیوسته).
- مهندسی کشاورزی-خاک‌شناسی (کارشناسی ارشد).
- مهندسی کشاورزی-خاک‌شناسی (کارشناسی پیوسته).
- مهندسی کشاورزی-علوم خاک-پیدایش رده‌بندی و ارزیابی (کارشناسی ارشد).
- مهندسی کشاورزی-علوم خاک-فیزیک و حفاظت خاک (کارشناسی ارشد).

### زراعت و اصلاح نباتات
- زراعت-اکولوژی کشاورزی (دکتری).
- زراعت-فیزیولوژی گیاهان زراعی (دکترا).
- مهندسی تولیدات گیاهی (کارشناسی ناپیوسته).
- مهندسی کشاورزی-اصلاح نباتات (کارشناسی ارشد).
- مهندسی کشاورزی-زراعت (کارشناسی ارشد).
- مهندسی کشاورزی-زراعت و اصلاح نباتات (کارشناسی پیوسته).

### صنایع غذایی
- مهندسی علوم و صنایع غذایی (کارشناسی ناپیوسته).
- مهندسی کشاورزی-علوم و صنایع غذایی (کارشناسی پیوسته).

### علوم دامی، ترویج و آموزش کشاورزی
- مهندسی کشاورزی-ترویج و آموزش کشاورزی (کارشناسی پیوسته).
- مهندسی کشاورزی-علوم دامی (کارشناسی ارشد).
- مهندسی کشاورزی-علوم دامی (کارشناسی پیوسته).

### گیاه‌پزشکی
- مهندسی کشاورزی-حشره‌شناسی کشاورزی (کارشناسی ارشد).
- مهندسی کشاورزی-شناسایی و مبارزه با علف‌های هرز (کارشناسی ارشد).
- مهندسی کشاورزی-گیاه‌پزشکی (کارشناسی پیوسته).

## دانشکده مدیریت، اقتصاد و حسابداری دانشگاه آزاد اسلامی واحد تبریز

### دانشکده مدیریت، اقتصاد و حسابداری واقع در مجتمع اصلی دانشگاه واقع در میدان بسیج، اتوبان پاسداران قرار دارد. نام دیگر این دانشکده، ساختمان علامه امینی می‌باشد و در دهه ۸۰ شمسی با عنوان ساختمان ۵۸ کلاسه نیز شناخته می‌شد. طی دهه ۹۰ شمسی دانشکده‌های علوم پایه، معماری و هنر و چندین دانشکده دیگر به این ساختمان انتقال یافته‌است.
از اساتید قدیمی گروه حسابداری؛ دکتر علی اصغر زمانی، دکتر علامحسین قهرمانی، دکتر رضا نظری، استاد مهدیزاده، استاد شعله شاهین، استاد قادر صادقیان آژیری و استاد فرامرز میرزائی صلحی را می‌توان یاد کرد که اکثراً در حال حاضر مشغول تدریس در این گروه هستند. همچنین اساتید صاحب نظر و خبره‌ای نیز طی دهه‌های ۸۰ و ۹۰ شمسی همچون دکتر رسول برادران حسن‌زاده، دکتر یونس بادآور نهندی، دکتر علی اصغر متقی، دکتر احمد محمدی، دکتر مهدی زینالی، دکتر مهدی علی‌نژاد به هویت رشته حسابداری و این دانشکده معنا داده‌اند. گروه حسابداری تبریز در ایران به دلیل وجود اساتید بنام و مشهور همواره مدنظر جوامع علمی بوده‌است و در آزمون‌های استخدامی و … گاهی فارغ‌التحصیلان این رشته در اولویت اول جذب هستند.

### حسابداری
- حسابداری (کاردانی).
- حسابداری (کارشناسی پیوسته-پاره‌وقت).
- حسابداری (کارشناسی پیوسته-تمام‌وقت).
- حسابداری (کارشناسی ناپیوسته).
- حسابداری (کارشناس رشد).
- حسابداری (دکتری تخصصی).

### علوم اقتصادی
- علوم اقتصادی-اقتصاد بازرگانی (کارشناسی پیوسته).
- علوم اقتصادی-اقتصاد صنعتی (کارشناسی پیوسته).
- علوم اقتصادی-اقتصاد نظری (کارشناسی پیوسته).
- علوم اقتصادی-علوم اقتصادی (کارشناسی ارشد).

### مدیریت
- مدیریت بازرگانی (کارشناسی پیوسته).
- مدیریت صنعتی (کارشناسی پیوسته-پاره‌وقت).
- مدیریت صنعتی (کارشناسی پیوسته-تمام‌وقت).
- مدیریت صنعتی (کارشناسی ارشد).
- مدیریت صنعتی (دکتری).

## دانشکده معماری و هنر دانشگاه آزاد اسلامی واحد تبریز

### شهرسازی
- مهندسی شهرسازی (کارشناسی پیوسته).
- طراحی شهری (کارشناسی ارشد ناپیوسته).
- برنامه‌ریزی شهری (کارشناسی ارشد ناپیوسته).
- دکترای تخصصی شهرسازی (Ph.D).

### معماری
- مهندسی معماری (کارشناسی ارشد پیوسته).
- مهندسی معماری (کارشناسی پیوسته).
- مهندسی معماری (کارشناسی ناپیوسته).
- مهندسی معماری (کارشناسی ارشد ناپیوسته).
- معماری داخلی (کارشناسی ارشد ناپیوسته).
- دکترای تخصصی معماری (Ph.D).

### هنر
- ارتباط تصویری (کارشناسی پیوسته).
- ارتباط تصویری (کارشناسی ناپیوسته).
- نقاشی (کارشناسی پیوسته).

### دانشکده عالی مهارت و کارآفرینی ، دانشگاه آزاد اسلامی واحد تبریز
دانشکده فوق که قبلا در اختیار دانشکده الهیات و بعد ها در اختیار پزشکی قرار گرفت از سال 99 در اختیار دانشکده مهارت و کارآفرینی درآمد.
در این داشنکده رشته های از مقاطع کاردانی پیوسته و کارشناسی ناپیوسته ارائه میشود.
دانشکده مهارت و کارآفرینی، دانشگاه آزاد اسلامی در تبریز و بلوار مهدیه، ابوریحان جنوبی واقع شده است. و در نزدیکی هیئت فوتبال استان آذربایجان شرقی و پارک دانشجو قرار گرفته است.

## کتابخانه‌ها

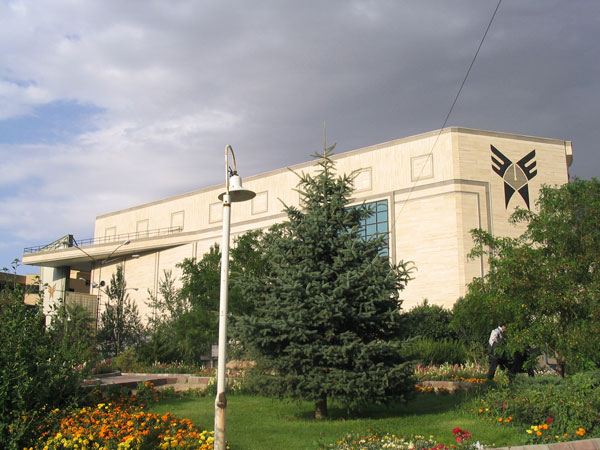
کتابخانه مرکزی

کتابخانه مرکزی دانشگاه با زیربنای هفت‌هزار و ۸۰۰ مترمربع نیز در اختیار اساتید، دانشجویان و کارکنان این دانشگاه می‌باشد. همچنین سه باب کتابخانه دیگر در دانشکده‌های پزشکی، حقوق و الهیات و کشاورزی و دامپزشکی با مجموع بیش از ۴۰۰ مترمربع در اختیار دانشجویان و استادان قرار دارد.

## غذاخوری دانشگاه

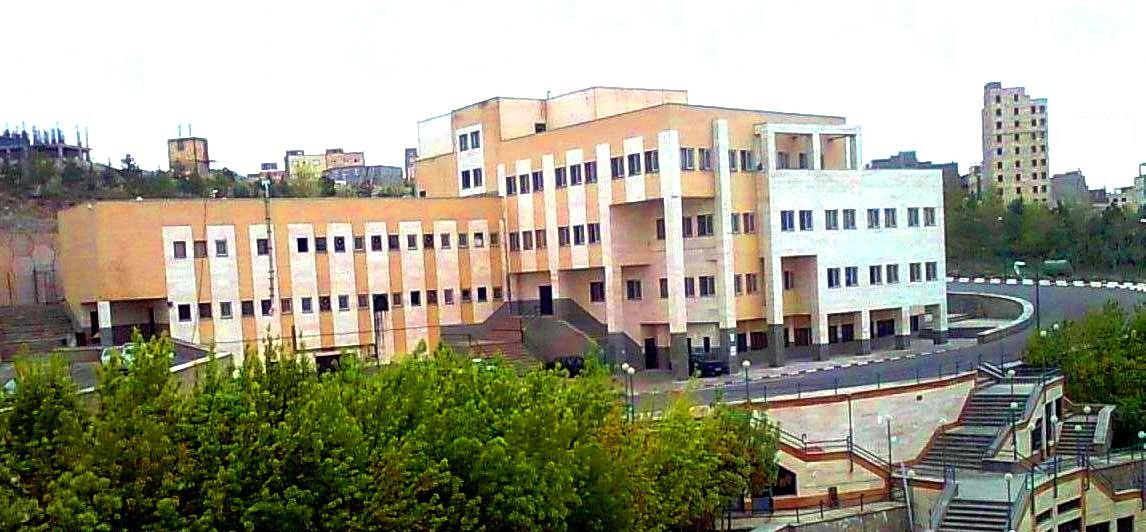
سلف مرکزی

طبخ بیش از۲۸۰۰ پرس ناهاردانشجویی در هر روز ازعمده فعالیت‌های غذاخوری دانشگاه است ودر:غذاخوری خواهران واقع درمجتمع، با بیش از۸۰۰ نفر ظرفیت به صورت همزمان، غذاخوری برادران با۲۰۰۰ نفرظرفیت به صورت همزمان، غذاخوری دانشکده‌های دامپزشکی وکشاورزی سرو می‌شودوعلاوه برآن سه بوفه دانشجویی درمجتمع ویک بوفه در دانشکده دامپزشکی وکشاورزی ویک بوفه در دانشکده پزشکی به دانشجویان ارائه سرویس می‌نماید. پس از انتقال دانشجویان دانشکده امینی به سایت منظریه به خاطر نوسازی و ایمن سازی دانشکده،سلف منظریه هم راه‌اندازی شد

### تشکیلات دانشجویی
انجمن اسلامی دانشجویان
کانون وحدت دانشجویان
بسیج دانشجویی
باشگاه خبرنگاران دانشجویی 
خبرگزاری ایسکانیوز

## نگارخانه

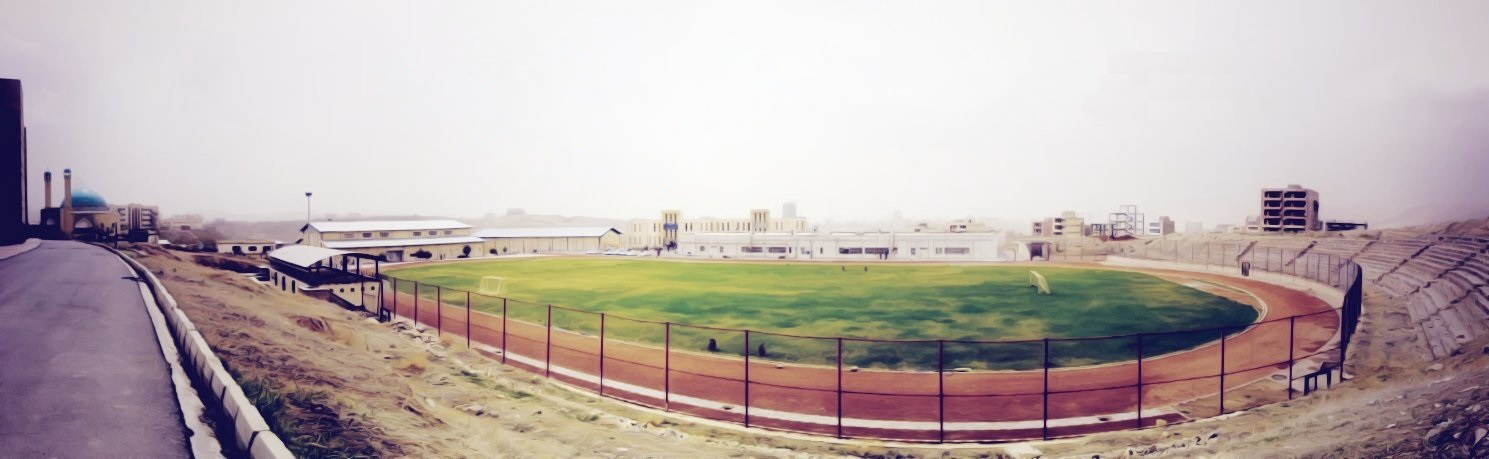
ورزشگاه دانشگاه آزاد اسلامی تبریز